# Mr. Big (musikalbum)
Mr. Big är bandet Mr. Bigs debutalbum och släpptes 1989. Det innehåller singeln "Addicted to That Rush"

## Låtlista
1. "Addicted to That Rush" - 4:46
2. "Wind Me Up" - 4:11
3. "Merciless" - 3:57
4. "Had Enough" - 4:47
5. "Blame It on My Youth" - 4:14
6. "Take a Walk" - 3:57
7. "Big Love" - 4:49
8. "How Can You Do What You Do" - 3:58
9. "Anything for You" - 4:37
10. "Rock & Roll Over" - 3:50
11. "30 Days in the Hole" - 4:12